# Maria Monti
Maria Monti (eigentlich Maria Monticelli, * 26. Juni 1935 in Mailand) ist eine italienische Cantautrice und Schauspielerin.

## Leben
Monti begann ihre Karriere als Interpretin eigener Lieder in Cabaretshows der 1950er Jahre in Mailand. 1956 debütierte sie in der Show für neue Talente Primo applauso im Fernsehen. 1959 war sie erstmals als Schauspielerin in der Hauptrolle eines der vier Teile von La svolta pericolosa der RAI zu sehen. Seit Beginn des folgenden Jahrzehntes gelangen ihr etliche Erfolge als „Cantautorin“, die sich mit am Folk angelehnten Stücken u. a. mit dem Gitarristen Luca Balbo auf den Bühnen präsentierte. 1961 nahm sie mit dem Titel Benzina e cerini am Sanremo-Festival teil. Im Jahr darauf drehte sie ihren ersten Kinofilm und spielte immer wieder Theater. Der große Durchbruch blieb Monti jedoch verwehrt.
Bis mindestens November 2013 spielte sie in 35 Filmen, nahm zwölf Langspielplatten und zahlreiche Singles auf. Auch auf Bühnen war sie bis mindestens 2010 aktiv.

## Filmografie (Auswahl)
- 1962: Canzoni a tempo di Twist
- 1964: Der Mann, der seine Leiche verbrannte (L'uomo che bruciò il suo cadavere)
- 1971: Mordanklage gegen einen Studenten (Imputazione di omicidio per uno studente)
- 1971: Todesmelodie (Giù la testa)
- 1972: Das Geheimnis der grünen Stecknadel (Cosa avete fatto a Solange?)
- 1976: 1900 (Novecento)
- 1978: Die nackte Bourgeoisie (Ritratto di borghesia in nero)
- 1985: Marie Ward – Zwischen Galgen und Glorie
- 1989: I promessi sposi (Fernseh-Miniserie)
- 2009: L’ultimo re